# Maria am Berg (Berchtesgaden)
Maria am Berg ist eine denkmalgeschützte Filialkirche der römisch-katholischen Pfarrei St. Andreas in Berchtesgaden in Bayern in der Erzdiözese München und Freising.

## Gebäude und Geschichte
In den Jahren 1929 bis 1932 errichtete Franz Brandner unweit seiner 1921 eröffneten Jugendherberge Seimler auf eigene Kosten und mit Hilfe von Verwandten die kleine Kirche Maria am Berg auf einem Hang des Kiliansberges im Berchtesgadener Ortsteil Metzenleiten. Die Ausstattung gestaltete Kirchenrektor Franz Mandl 1953 und 1965 um.

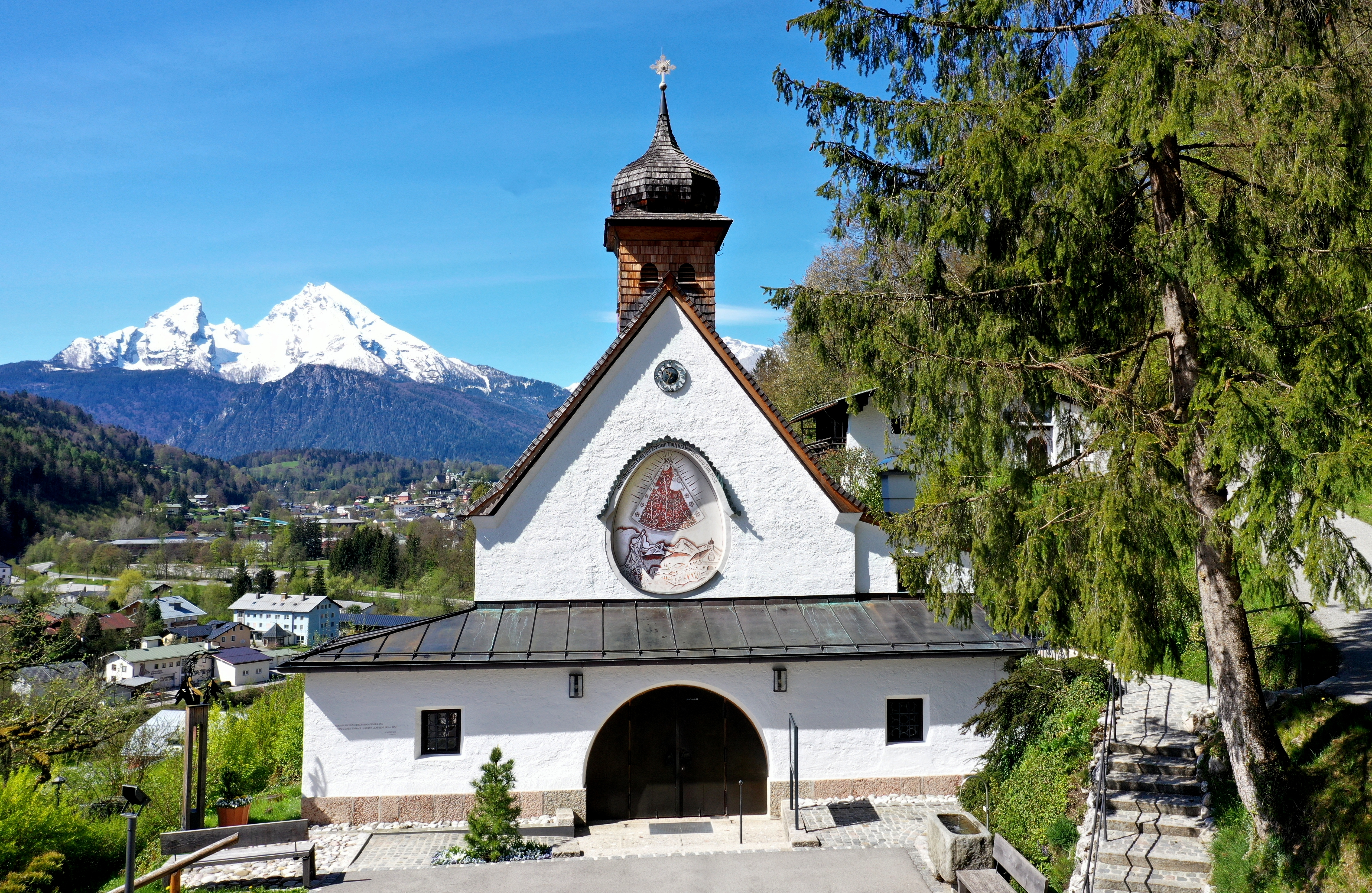
Frontansicht im Frühling
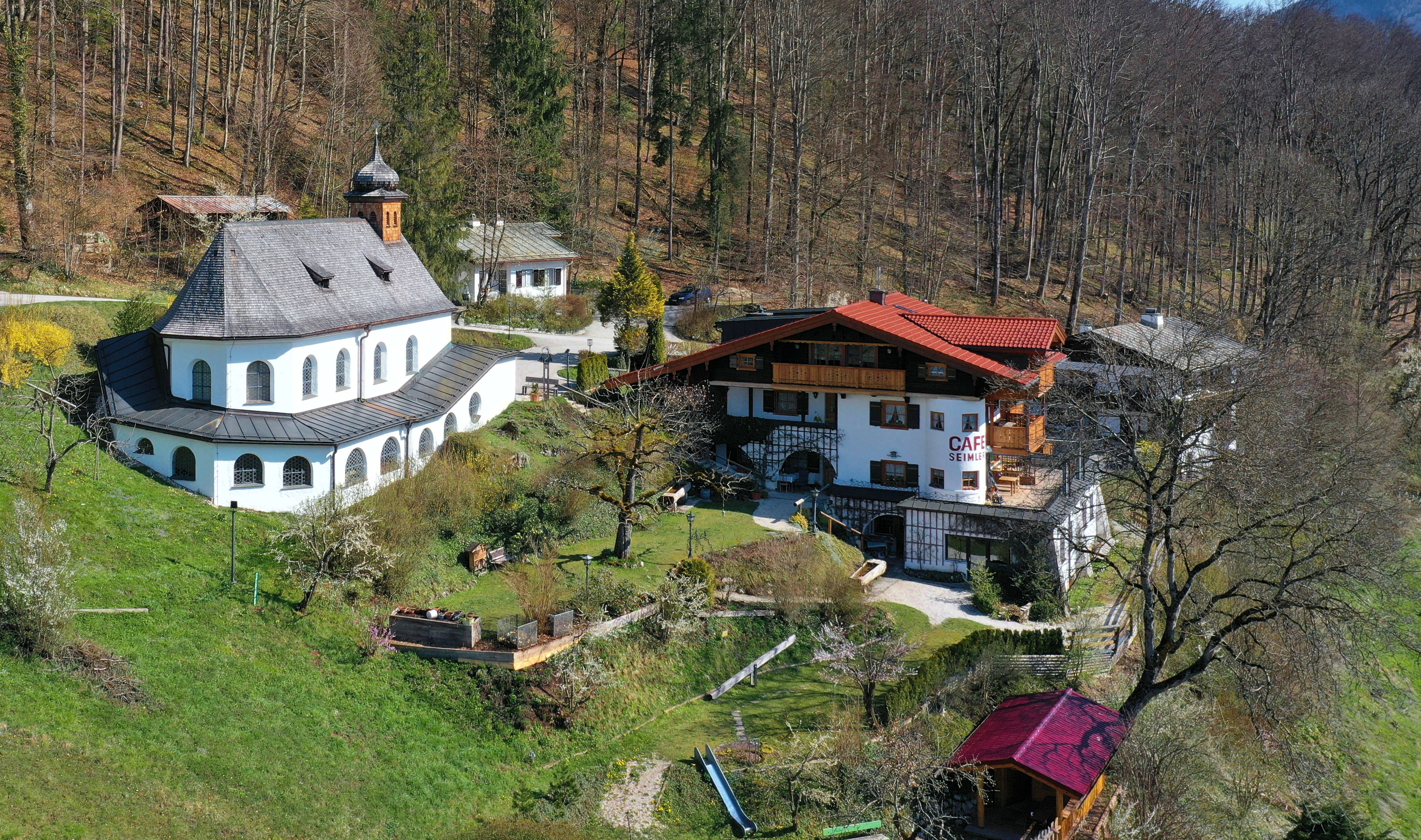
Rückansicht, daneben das Cafè Seimler
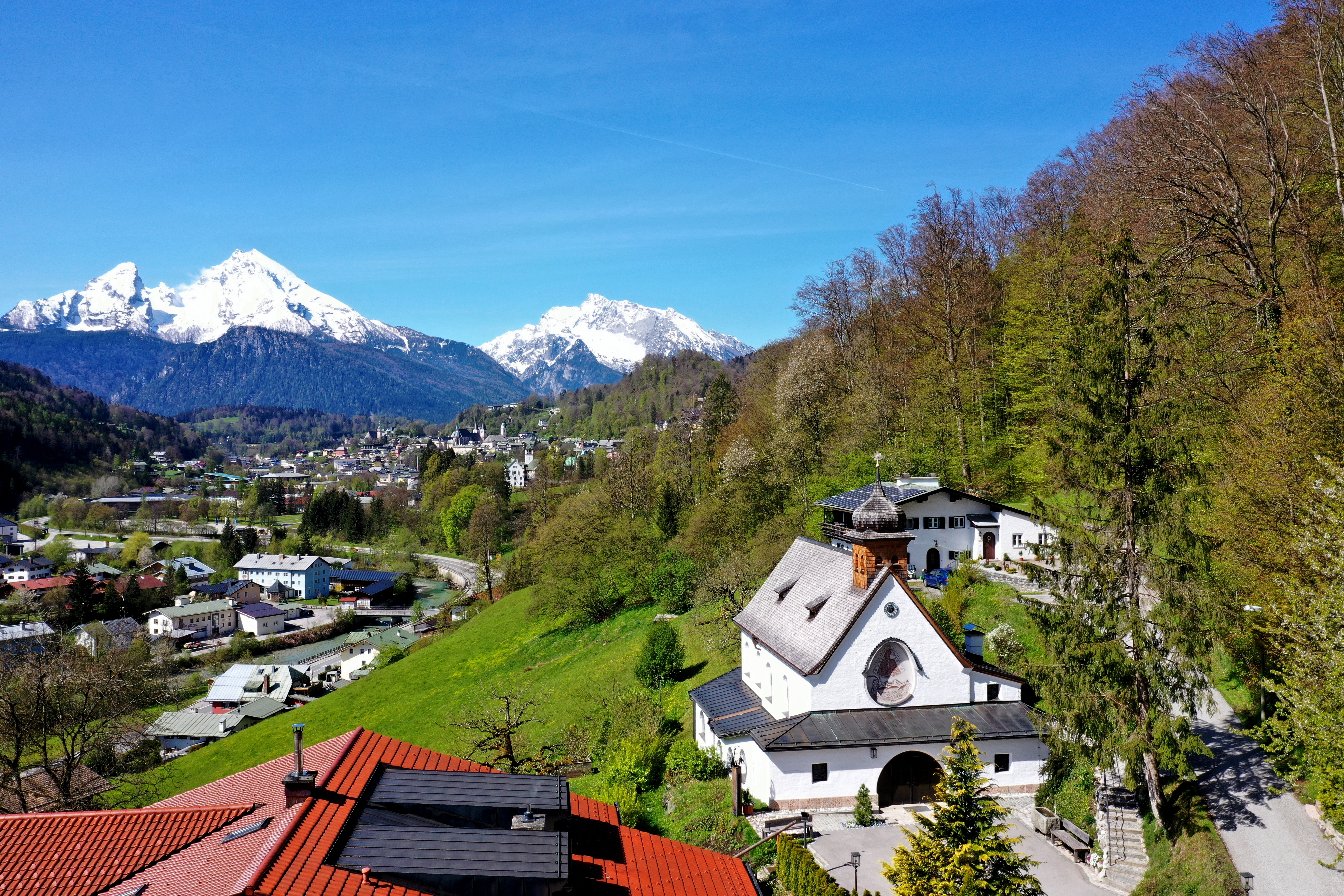
Draufsicht mit Blick nach Berchtesgaden, Watzmanngruppe und Hochkalter
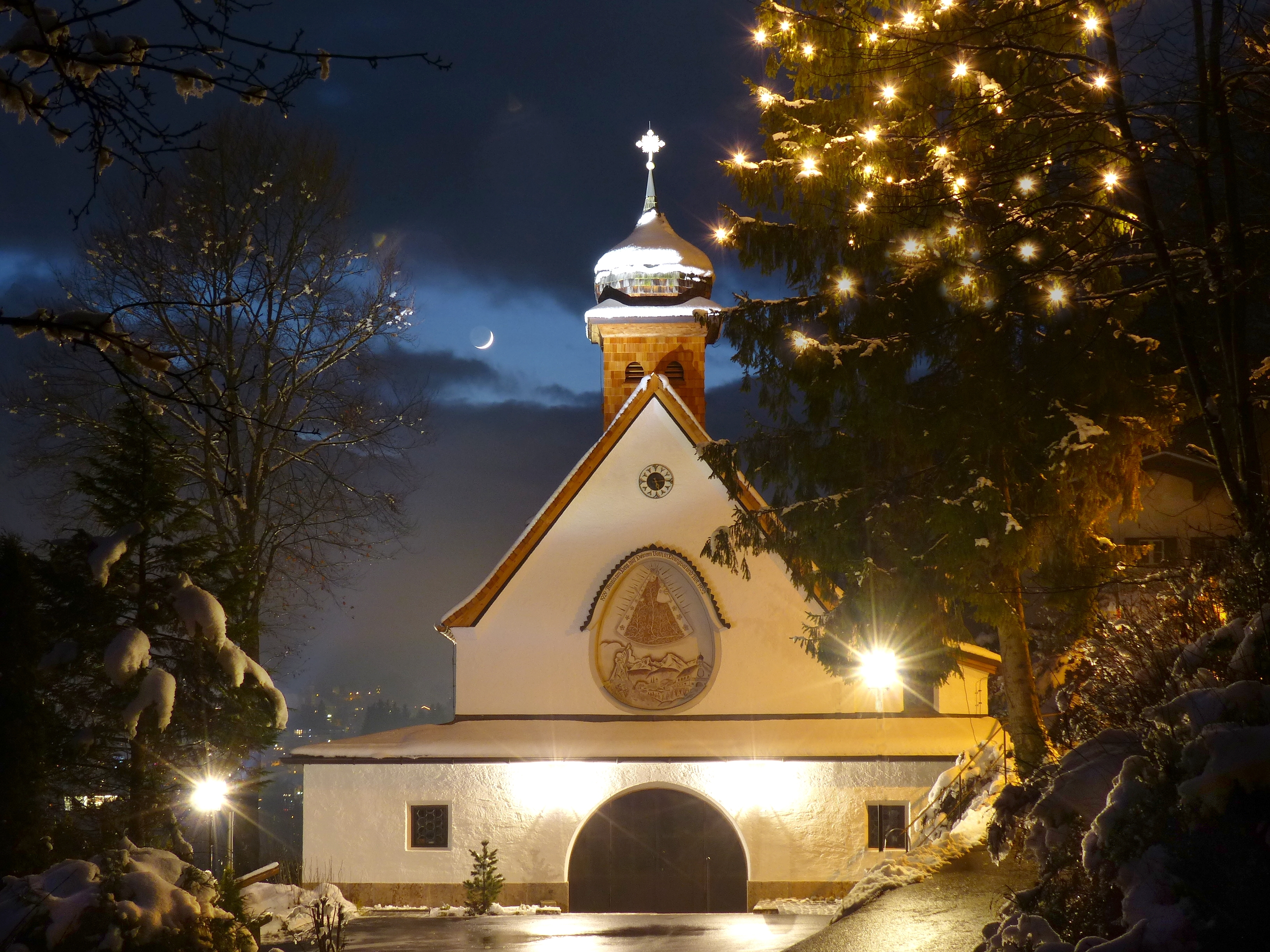
Frontansicht zur Weihnachtszeit

## Ausstattung
Teil der Einrichtung ist eine zuvor seit Generationen auf dem Faselsberg verehrte Statue Maria mit Kind. Bei der ersten Renovierung der Kirche wurde der bisherige, provisorische Hochaltar, der im Neubarock mit vier Säulen ausgestattet war, durch den jetzigen Altar, unter Verwendung des Tabernakels und des Marienbildes, ersetzt. In den Jahren 1965, 1971 (Einbau einer kleinen Orgel), 1977 erfolgten weitere Renovierungen. 2001/2002 wurde zuletzt das Kircheninnere dank Eigenleistung und Mithilfe von Freunden und Gönnern restauriert. Federführend bei den verschiedenen Erneuerungen und Umgestaltungen waren Franz Mandl und die Betreuerin des Marienheiligtums Marianne Brandner. 1992 wurde die Kirche durch letztwillige Verfügung von Sophie Brandner dem Erzbischöflichen Stuhl München und Freising übergeben.

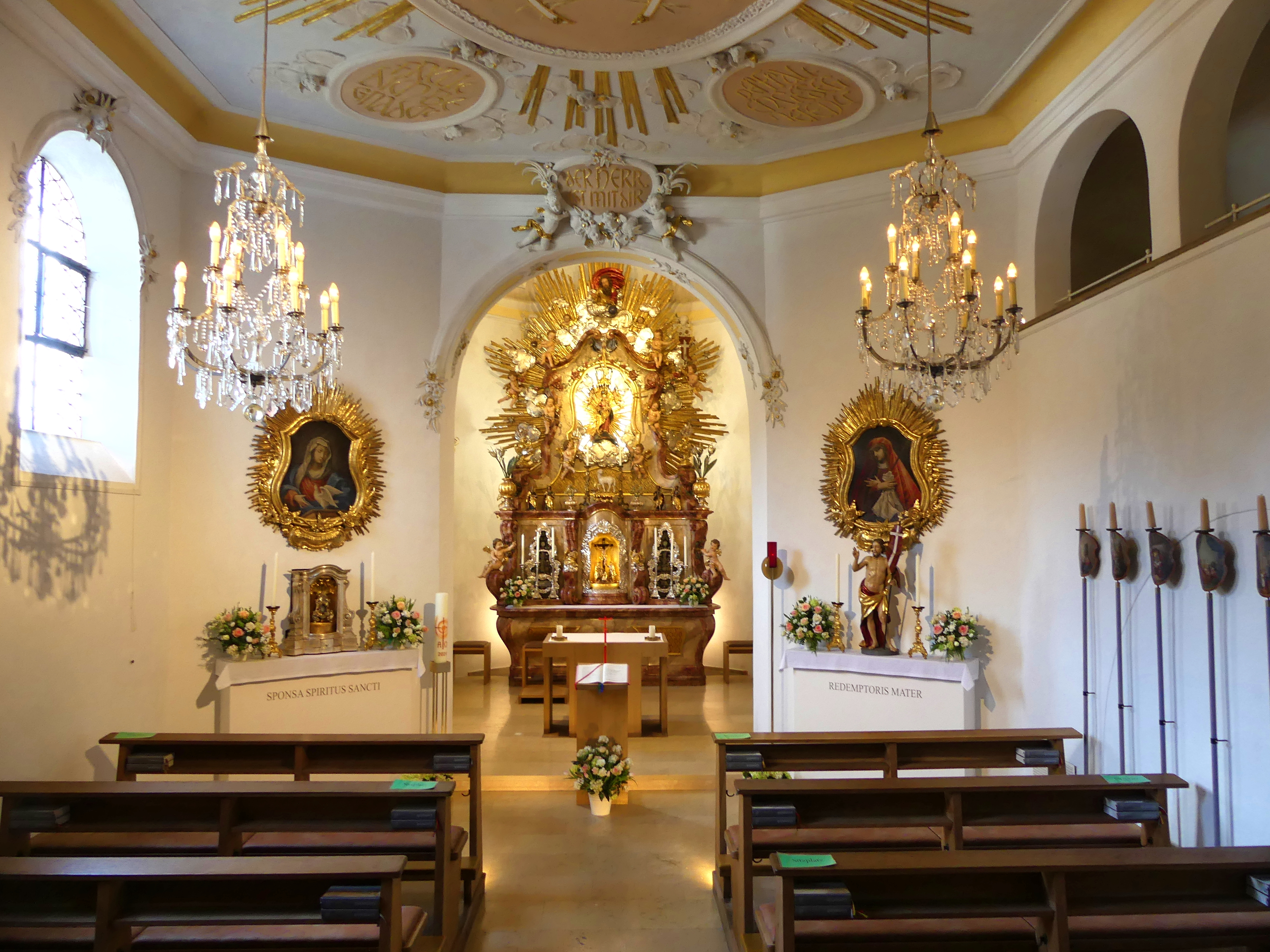
Apsis mit Hochaltar
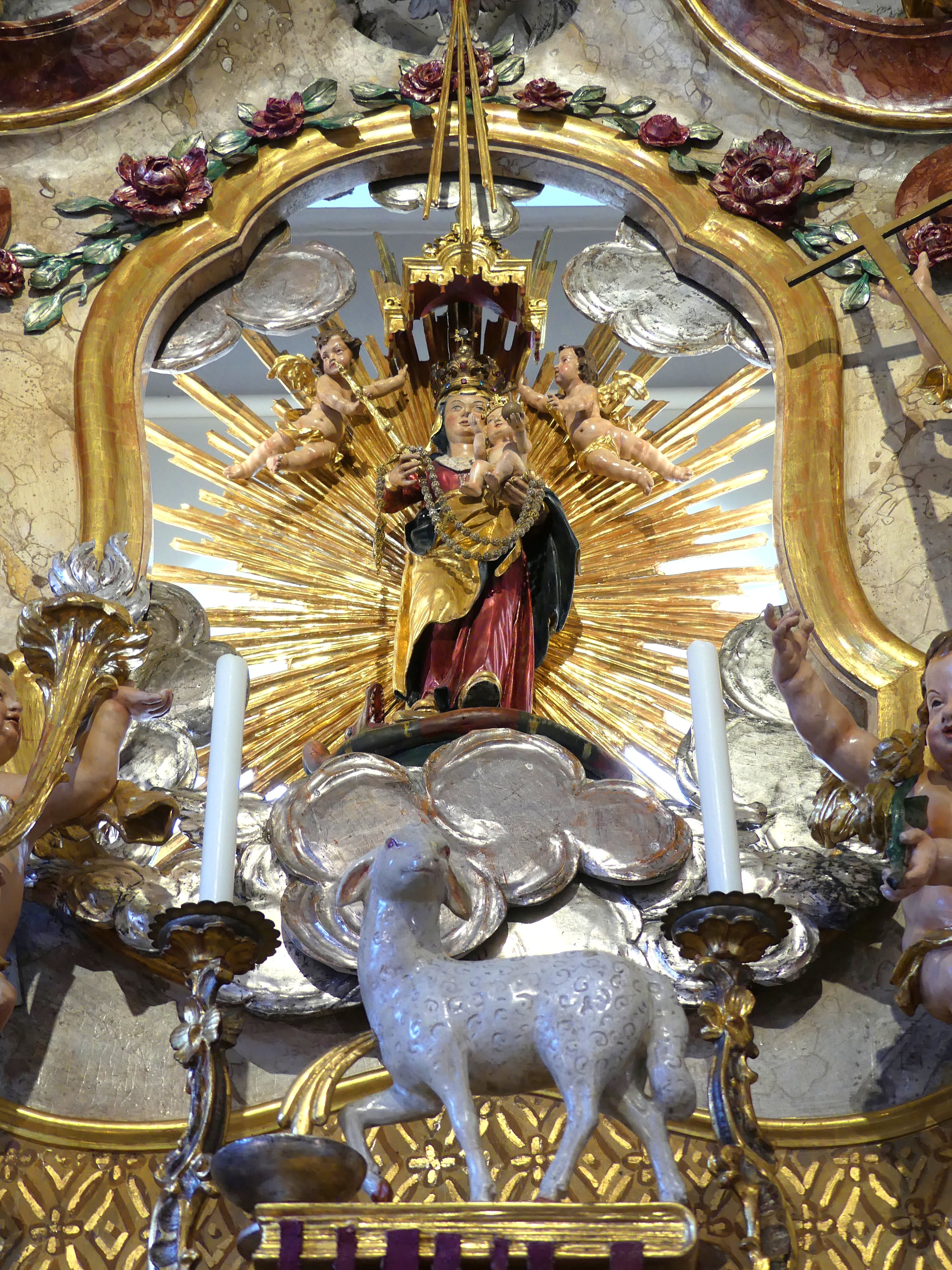
Statue Maria mit Kind
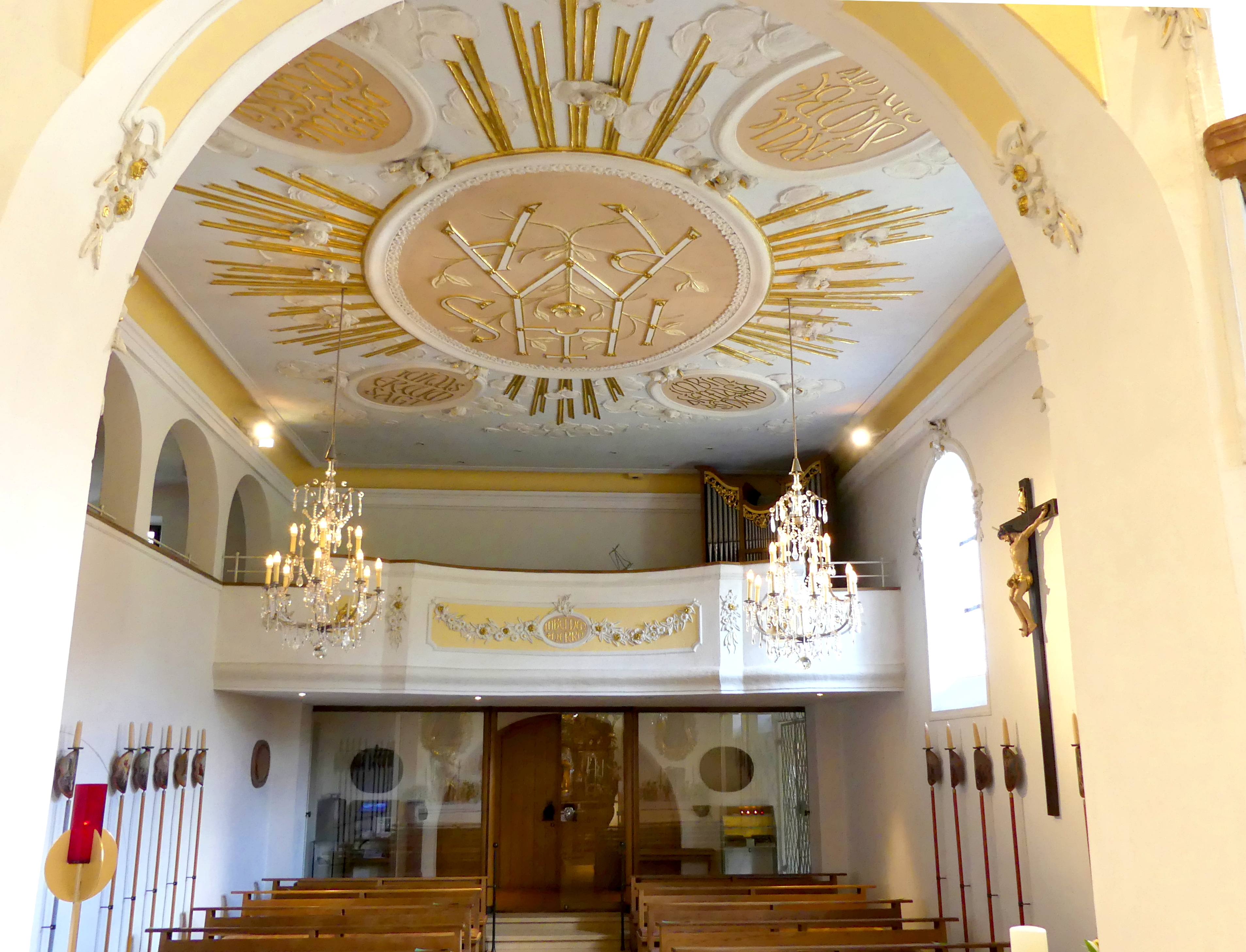
Eingangsbereich mit Orgelempore darüber